# San Diego Tepantongo
San Diego Tepantongo är en ort i Mexiko.   Den ligger i kommunen Atlatlahucan och delstaten Morelos, i den sydöstra delen av landet, 60 km sydost om huvudstaden Mexico City. San Diego Tepantongo ligger 1 916 meter över havet och antalet invånare är 404.
Terrängen runt San Diego Tepantongo är lite bergig. Runt San Diego Tepantongo är det ganska tätbefolkat, med 144 invånare per kvadratkilometer. Närmaste större samhälle är Cuautla Morelos, 19,4 km söder om San Diego Tepantongo. Trakten runt San Diego Tepantongo består till största delen av jordbruksmark.